# Mounir Chaftar
Mounir Chaftar és un futbolista alemany. Va començar com a futbolista al Eintracht Frankfurt.